# Cache Armbrister
Cache Ambrister (sinh ngày 26 tháng 9 năm 1989) là một vận động viên chạy nước rút người Bahamas gốc Jamaica, chuyên về 100 mét, 200 mét và 400 mét. Cô lớn lên ở Nassau, nơi theo học trường St.Augustine's College. Sau đó, cô thi đấu cho Đại học Auburn cùng với Nivea Smith và Sheniqua Ferguson, tất cả đều được huấn luyện bởi Henry Rolle. Trong mùa giải năm 2013, cô chuyển tới Jamaica để được huấn luyện bởi Usain Bolt và HLV Yohan Blake của Glen Mills.

## Thành tích cá nhân tốt nhất
| Nội dung | Thời gian         | Địa điểm               | Ngày                     |
| -------- | ----------------- | ---------------------- | ------------------------ |
| 100 m    | 11,35 (+1,2 w)    | Morelia, Mexico        | Ngày 5 tháng 7 năm 2013  |
| 200 m    | 23,13 (+1,9 w)    | Fayetteville, Arkansas | Ngày 31 tháng 5 năm 2008 |
| 60m      | 7,53 (trong nhà)  | Fayetteville, Arkansas | Ngày 13 tháng 2 năm 2009 |
| 200m     | 23,77 (trong nhà) | Fayetteville, Arkansas | Ngày 27 tháng 2 năm 2010 |
| 400m     | 53,45             | Freeport, Bahamas      | Ngày 25 tháng 6 năm 2011 |